# Lockarps bageri
Lockarps Bageri var ett bageri i Lockarp utanför Malmö.  Det grundades 1914 och hade 167 anställda i början av 1980-talet. Bageriet förvärvades tillsammans med bland andra Växjöbagaren, Kullens bröd och Smålandsbagaren av Pågens bageri. Fastigheten ägdes sedan år 2000 av Pågens bageri, men namnet Lockarps Bageri och dess varumärken  såldes 2003 till en privat företagare som hade lokaler i norra delen av fastigheten. Bageriverksamheten var  förlagd till Helsingborg och Lockarps bröd levererades därifrån. 
Pågen bakade i Lockarp (50 ton mjöl per dag) och levererade brödet till Lantmannagatan där paketering och distribuering skedde. 2007 meddelade Pågen att man skulle lägga ned bageriet i Lockarp. Fabriken  stängdes 2008 och 60 personer förlorade jobben.
År 2014 förvärvade Pågens bageri varumärkena Dollarfranska, Valjegrova och Långa Fina med flera ur Lockarps konkursbo.